# Sauber C22
El Sauber C22 fue un monoplaza de Fórmula 1 que el equipo Sauber utilizó para competir en la temporada 2003 y fue el tercer coche diseñado por Willy Rampf para el equipo suizo. Nick Heidfeld y Heinz-Harald Frentzen condujeron este monoplaza con Neel Jani como piloto de pruebas.

La carrera más exitosa del monoplaza fue en el Gran Premio de los Estados Unidos, donde anotaron 10 puntos, con Heidfeld terminando quinto y Frentzen logrando el tercer puesto. El equipo terminó sexto en el Campeonato de Constructores, anotando 19 puntos de las 16 carreras. Este fue un lugar más abajo en la quinta posición que el equipo logró, cuando usaron el Sauber C21 en la temporada 2002.

## Resultados

### Fórmula 1
(Clave) (negrita indica pole position) (cursiva indica vuelta rápida)

| Año  | Motor                      | Neu. | N.º | Pilotos               | 1   | 2   | 3   | 4   | 5   | 6   | 7   | 8   | 9   | 10  | 11  | 12  | 13  | 14  | 15  | 16  | Puntos | Pos. |
| ---- | -------------------------- | ---- | --- | --------------------- | --- | --- | --- | --- | --- | --- | --- | --- | --- | --- | --- | --- | --- | --- | --- | --- | ------ | ---- |
| 2003 | Petronas (Ferrari) 03A V10 | B    |     |                       | AUS | MYS | BRA | SMR | ESP | AUT | MON | CAN | EUR | FRA | GBR | GER | HUN | ITA | USA | JPN | 19     | 6º   |
| 2003 | Petronas (Ferrari) 03A V10 | B    | 9   | Nick Heidfeld         | Ret | 8   | Ret | 10  | 10  | Ret | 11  | Ret | 8   | 13  | 17  | 10  | 9   | 9   | 5   | 9   | 19     | 6º   |
| 2003 | Petronas (Ferrari) 03A V10 | B    | 10  | Heinz-Harald Frentzen | 6   | 9   | 5   | 11  | Ret | DNS | Ret | Ret | 9   | 12  | 12  | Ret | Ret | 13  | 3   | Ret | 19     | 6º   |

- [1]